# Xylocampa areola
Xylocampa areola là một loài bướm đêm thuộc họ Noctuidae. Nó được tìm thấy ở châu Âu.
Sải cánh dài 32–40 mm. Con trưởng thành bay từ tháng 2 đến tháng 5 tùy theo địa điểm.
Ấu trùng ăn kim ngân.

## Hình ảnh

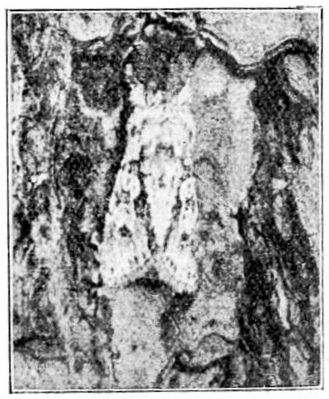
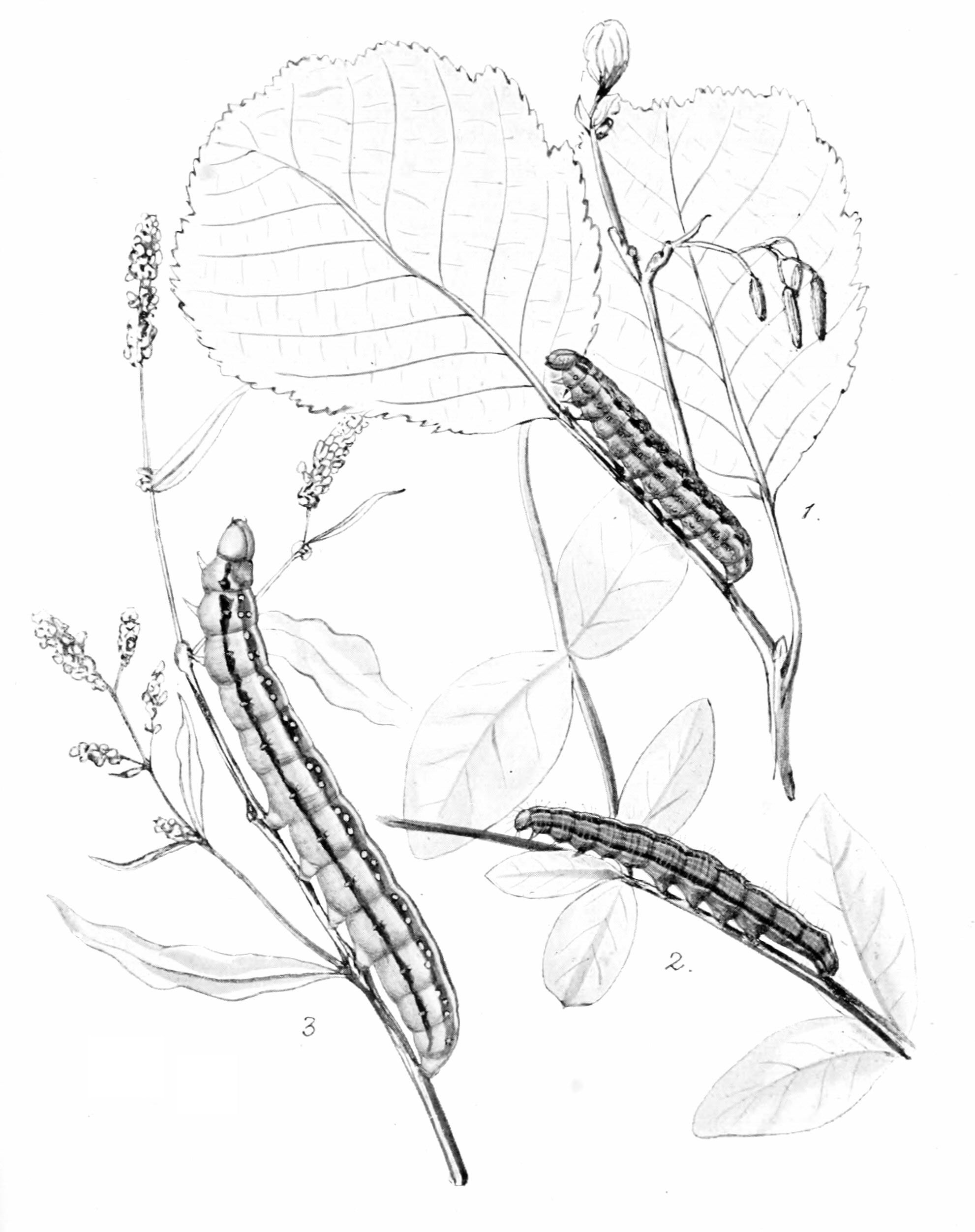
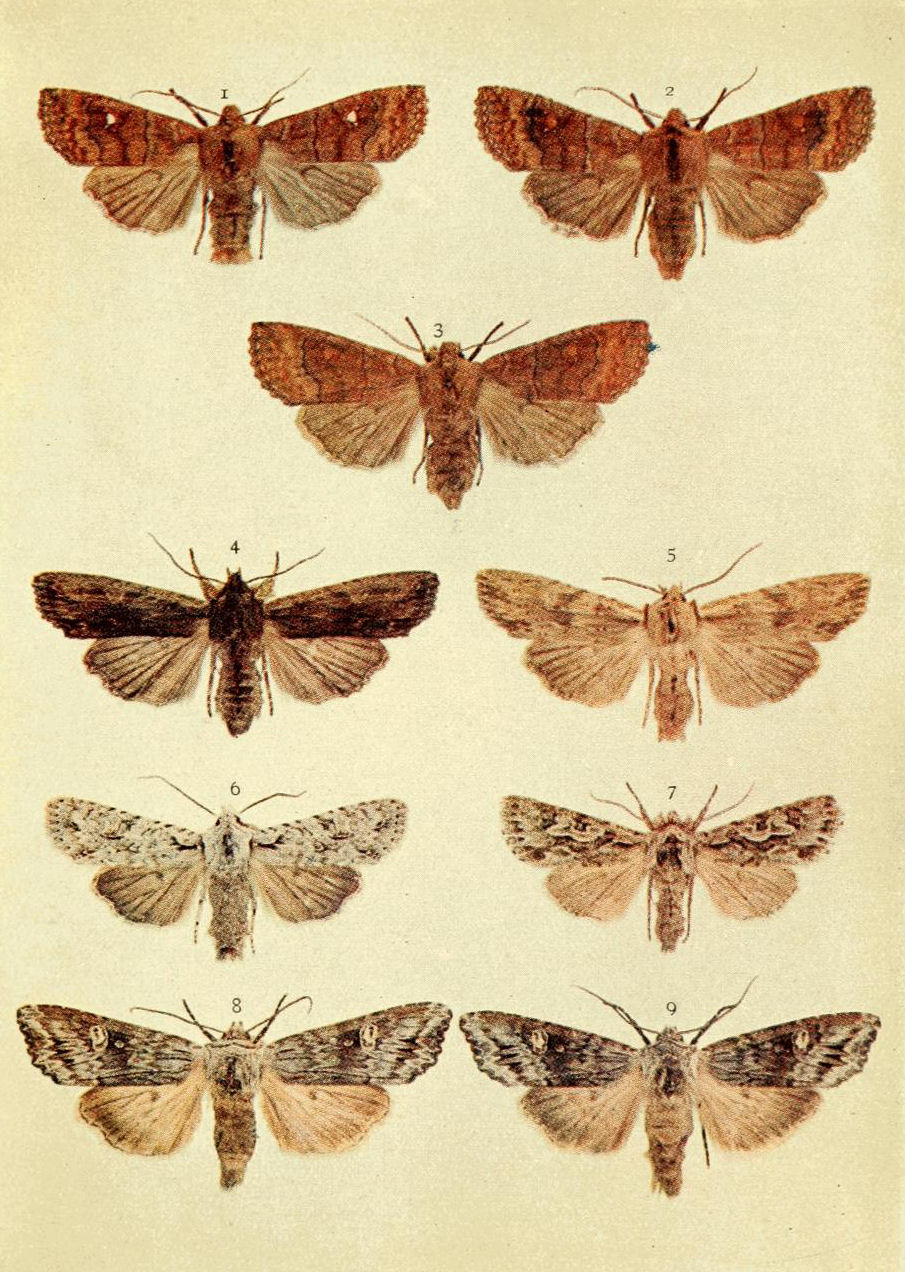